# Championnat national de football 2017 au Chili
 (décembre 2017).
Si vous disposez d'ouvrages ou d'articles de référence ou si vous connaissez des sites web de qualité traitant du thème abordé ici, merci de compléter l'article en donnant les références utiles à sa vérifiabilité et en les liant à la section « Notes et références ».
La saison 2017 du Championnat du Chili de football (aussi appelé Campeonato Nacional de Transición Scotiabank 2017 pour des raisons de sponsoring) a lieu du 28 juillet 2017 au 10 décembre 2017. Il est organisé comme chaque année par l'Association Nationale de Football Professionnel du Chili (ANFP).

## Information sur les équipes
Dernière actualisation : 21 octobre 2017
| Equipe                    | Entraineur            | Stade                                    | Capacité | Équipementier | Sponsor Principal |
| Audax Italiano            | Hugo Vilches          | Estadio Bicentenario de La Florida       | 12.000   | Macron        | Traverso          |
| Colo-Colo                 | Pablo Guede           | Estadio Monumental David Arellano        | 47.000   | Under Armour  | DirecTV           |
| Curicó Unido              | Luis Marcoleta        | Estadio La Granja                        | 8.278    | Onefit        | Multihogar        |
| Deportes Antofagasta      | Nicolás Larcamón      | Esatdio Bicentenario Calvo y Bascuñán    | 21.000   | Cafu          | Escondida         |
| Deportes Iquique          | Erick Guerrero        | Estadio Municipal de Cavancha            | 5.500    | Rete          | UNAP              |
| Deportes Temuco           | Dalcio Giovagnoli     | Estadio Bicentenario Germán Becker       | 18.500   | Joma          | Rosen             |
| Everton                   | Pablo Sánchez         | Estadio Sausalito                        | 23.000   | Pirma         | Fox Sports Chile  |
| Huachipato                | César Vigevani        | CAP Acero                                | 10.500   | Mitre         | PF                |
| O'Higgins                 | Gabriel Milito        | Estadio El Teniente                      | 15.000   | New Balance   | VTR               |
| Palestino                 | German Cavalieri      | Estadio Municipal de La Cisterna         | 10.000   | Training      | Bank Of Palestine |
| San Luis                  | Miguel Ramírez        | Estadio Lucio Fariña Fernández           | 7.703    | Capelli Sport | PF                |
| Santiago Wanderers        | Nicolás Córdova       | Estadio Elías Figueroa Brander           | 21.000   | Macron        | TPS               |
| Unión Española            | Martín Palermo        | Estadio Santa Laura Universidad          | 20.000   | Kappa         | Universidad SEK   |
| Universidad Católica      | Mario Salas           | Estadio San Carlos de Apoquindo          | 15.000   | Umbro         | DirecTV           |
| Universidad de Chile      | Ángel Guillermo Hoyos | Estadio Nacional Julio Martínez Pradanos | 48.500   | Adidas        | Chevrolet         |
| Universidad de Concepción | Francisco Bozán       | Estadio Ester Roa Rebolledo              | 30.500   | KS7           | UdeC              |

## Classement final
Dernière actualisation : 10 décembre 2017
| Pos. | Club                      | Pts | J  | G  | E | P  | Bp | Bc | Diff |
| ---- | ------------------------- | --- | -- | -- | - | -- | -- | -- | ---- |
| 1.   | Colo-Colo                 | 33  | 15 | 10 | 3 | 2  | 33 | 13 | +20  |
| 2.   | Unión Española            | 31  | 15 | 9  | 4 | 2  | 18 | 12 | +6   |
| 3.   | Universidad de Chile      | 30  | 15 | 9  | 3 | 3  | 21 | 18 | +3   |
| 4.   | Everton                   | 26  | 15 | 7  | 5 | 3  | 24 | 19 | +5   |
| 5.   | Audax Italiano            | 25  | 15 | 7  | 4 | 4  | 24 | 19 | +5   |
| 6.   | Deportes Temuco           | 22  | 15 | 5  | 7 | 3  | 15 | 12 | +3   |
| 7.   | Deportes Antofagasta      | 21  | 15 | 5  | 6 | 4  | 14 | 13 | +1   |
| 8.   | Curicó Unido              | 18  | 15 | 5  | 3 | 7  | 11 | 14 | -3   |
| 9.   | San Luis                  | 18  | 15 | 5  | 3 | 7  | 15 | 20 | -5   |
| 10.  | Universidad de Concepción | 17  | 15 | 3  | 8 | 4  | 16 | 15 | +1   |
| 11.  | Universidad Católica      | 16  | 15 | 4  | 4 | 7  | 17 | 19 | -2   |
| 12.  | Huachipato                | 16  | 15 | 5  | 1 | 9  | 11 | 17 | -6   |
| 13.  | Santiago Wanderers        | 15  | 15 | 2  | 9 | 4  | 16 | 17 | -1   |
| 14.  | O'Higgins                 | 15  | 15 | 4  | 3 | 8  | 15 | 24 | -9   |
| 15.  | Palestino                 | 13  | 15 | 3  | 4 | 8  | 18 | 24 | -6   |
| 16.  | Deportes Iquique          | 9   | 15 | 2  | 3 | 10 | 8  | 20 | -12  |